# 라이언 (카카오프렌즈)
라이언(RYAN)은 카카오프렌즈에서 창작한 동물 캐릭터이다. 겉보기에는 얼핏 곰처럼 보이지만 사실은 갈기가 없는 사자이며 수컷이다.
2016년에 첫 등장을 하였으며 카카오프렌즈에서 신캐릭터 발표 당시 공개되었다. 머리에 갈기가 없고 곰처럼 둥글어보이는 얼굴 때문에 일부에서 곰으로 오해하기도 하지만 엄연한 숫사자이며 카카오프렌즈중에서도 인기가 높은 캐릭터이다.
몸 색깔은 주황빛을 띄있으며 사자의 입에 둥글게 보이는 얼굴이 특징이다.
유일하게 표정 변화가 없는 것이 특징으로 표정 대신 몸짓으로 표현한다.
카카오프렌즈는 물론 카카오에서도 상징적으로 존재하는 국민 캐릭터이기도 하다.

## 캐릭터 소개
둥둥섬의 왕위 계승자로 태어난 수사자 라이언. 나주 라씨, 16대손 왕자 이름 이언. 무뚝뚝한 표정과는 다르게 배려심이 많고 따뜻한 리더십을 가지고 있습니다. 하지만 다른 가족들과는 다르게 갈기가 없는 자신의 모습에 정체성의 혼란을 느껴 왕의 자리에 오르기보다는 또 다른 세상에 대한 호기심을 키웁니다. 왕궁에서의 반복되는 일상의 지루함을 느끼던 어느 날, 라이언은 둥둥섬을 탈출하기 위한 준비를 시작하고, 기회를 보던 차에 드디어 둥둥섬 탈출에 성공합니다. 섬을 벗어나 도착한 곳은 책으로만 접하며 동경해 왔던 신비의 장소인 바로 Secret Forest! 그곳에서 라이언은 생각지도 못했던 친구들을 만나며, 흥미로운 이야기들을 만들어 갑니다.  
- 카카오프렌즈 스토리 컬러링북

## 같이 보기
- 카카오
- 카카오프렌즈